# Грумело дел Монте
Грумѐло дел Мо̀нте (на италиански: Grumello del Monte; на ломбардски: Grömel del Mut, Грьомел дел Мут) е градче и община в Северна Италия, провинция Бергамо, регион Ломбардия. Разположено е на 208 m надморска височина. Населението на общината е 7404 души (към 2017 г.).